# Dall'alto dell'Apostolico Seggio
Dall'alto dell'Apostolico Seggio (Do alto do Cátedra de São Pedro) é uma encíclica antimaçónica do Papa Leão XIII, datada de 15 de Outubro de 1890, dirigida a toda a Igreja Católica italiana (aos bispos, ao clero na generalidade, e aos fiéis na Itália) e inteiramente dedicado aos perigos trazidos pela maçonaria e por parte dos socialistas para a mesma.